# Floreanaspotlijster
De floreanaspotlijster (Mimus trifasciatus synoniem: Nesomimus trifasciatus) is een vogel uit de familie der spotlijsters (Mimidae). Het is een bedreigde, endemische vogelsoort van twee minuscule eilanden binnen de archipel van de Galapagoseilanden. De soort wordt ook wel als ondersoort gezien binnen een complex van nauw verwante soorten op ander eilanden binnen de archipel, de
kleine galapagosspotlijster (M. parvulus), kapspotlijster (M. macdonaldi) en San-Cristobalspotlijster (M. melanotis).

## Kenmerken
De vogel is 25 cm lang. Het is een vrij grote zangvogel die van boven donker bruingrijs is en van onder witachtig. Op de zijkant van de borst heeft de vogel donkere streepjes. De snavel is licht gekromd, vrij lang en naar beneden gericht; de ogen zijn roodbruin en de staart is lang en trapvormig met lichte uiteinden aan de staartveren.

## Leefwijze
Zijn voedsel bestaat uit op de grond levende insecten zoals sprinkhanen en krekels, maar ook vliegende insecten, vruchten, zaden, nectar, hagedissen en braaksel dat wordt uitgekotst door soorten janvangenten.

## Voortplanting
De komvormige nesten worden gebouwd in cactussen, bomen of struiken. Daarin worden 2 tot 5 eieren gelegd, die door het vrouwtje worden uitgebroed. De vogels zijn erg territoriaal en verdedigen hun territorium dan ook fel tegen indringers, waarbij ze zelfs roofdieren aanvallen en pikken, als ze bedreigd worden.

## Verspreiding en leefgebied
Deze soort kwam voor op het eiland Floreana (vandaar de naam), maar stierf daar uit tussen 1868 en 1880. Er resten nog twee populaties op twee kleine eilandjes bij Floreana: Champion (0,1 km²) en Gardner-by-Floreana (0,8 km²). Uitgebreide struikvormige vegetaties die bestaan uit grote cactussen (Opuntia megasperma en verder Parkinsonia, Croton en Cordia) vormen het leefgebied.

## Status
De floreanaspotlijster heeft een zeer klein verspreidingsgebied en daardoor is de kans op uitsterven aanwezig. De grootte van de populatie werd in 2018 door BirdLife International geschat op 250 tot 1000 volwassen individuen. Op Floreana werd door de introductie van ratten, huiskatten, zwerfhonden en geiten de soort uitgeroeid. Op de kleine eilanden vormt de parasitaire vlieg Philornis downsi een bedreiging en verder mogelijk klimaatverandering. Om deze redenen staat deze soort als bedreigd (kritiek) op de Rode Lijst van de IUCN.